# Camp de Morvedre

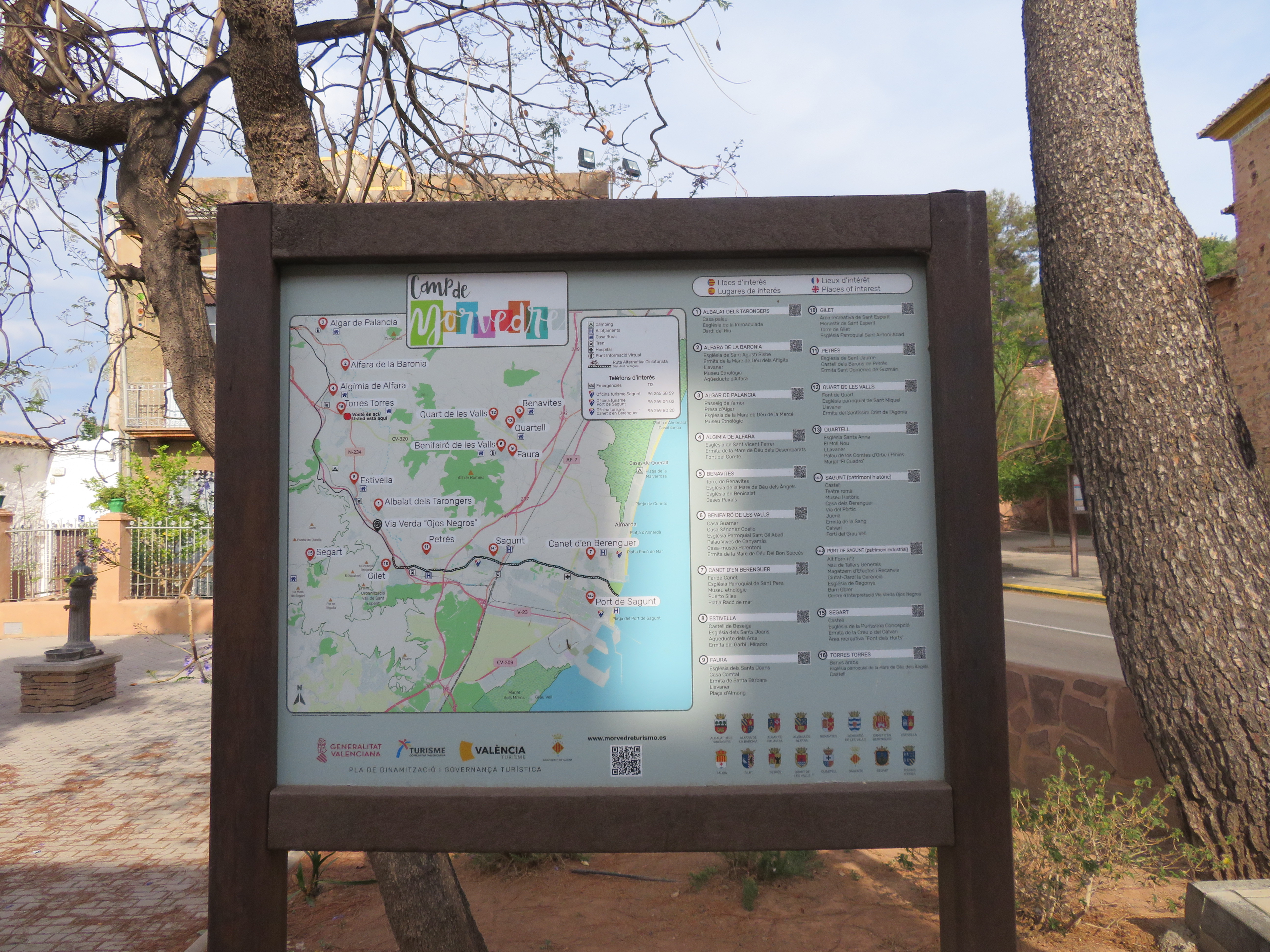
Camp de Morvedre.

Le Camp de Morvedre (en castillan : Campo de Murviedro) est une comarque espagnole située dans la Communauté valencienne et la province de Valence. Son chef-lieu est Sagonte.

## Communes

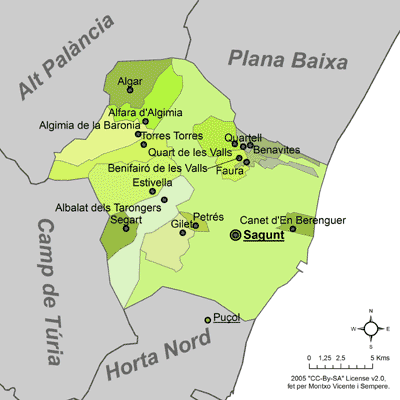
Communes du Camp de Morvedre

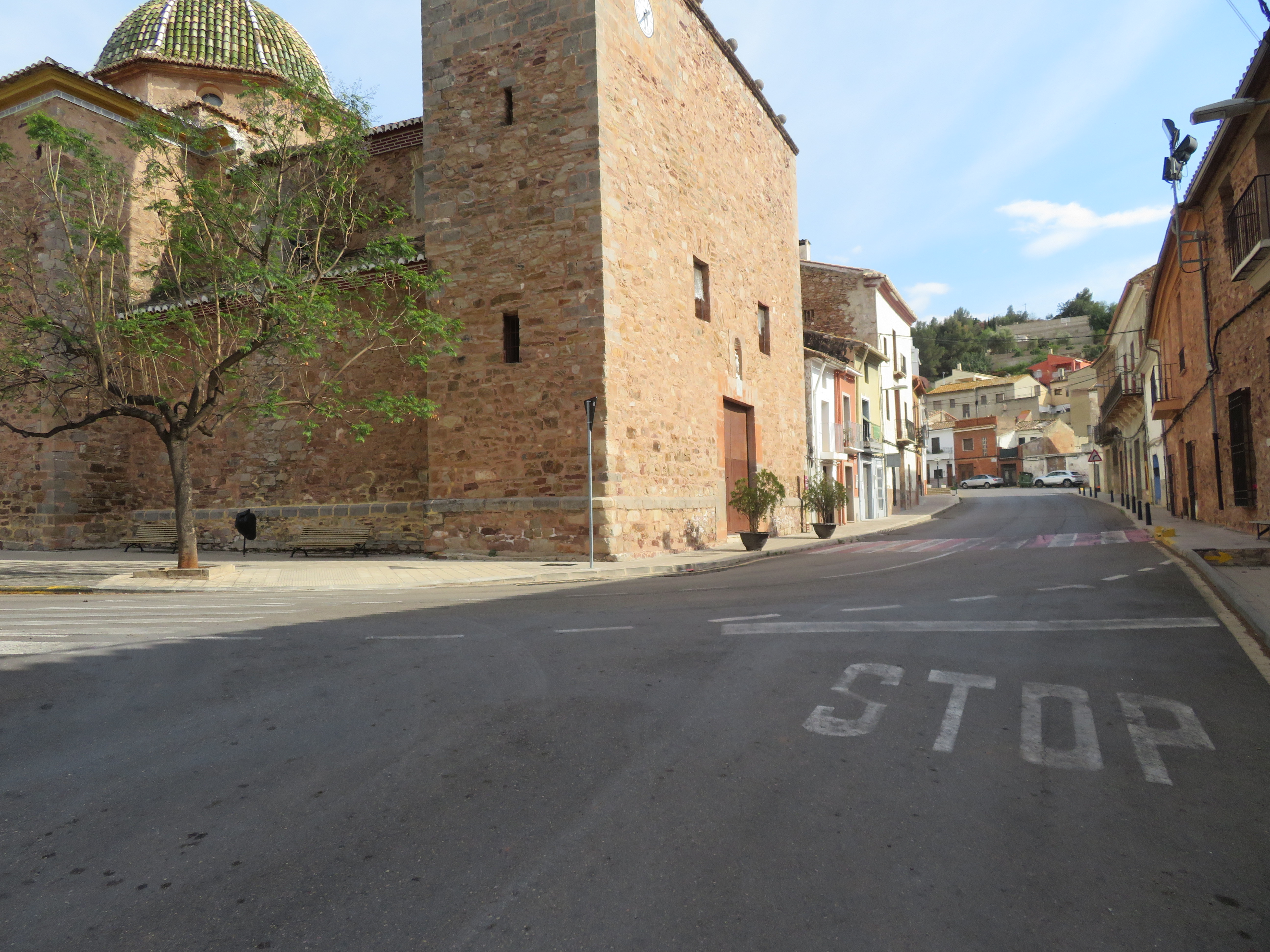
Torres Torres (Camp de Morvedre).

- Albalat dels Tarongers
- Alfara de Algimia
- Algar de Palancia
- Algimia de Alfara
- Benavites
- Benifairó de les Valls
- Canet d'En Berenguer
- Estivella
- Faura
- Gilet
- Petrés
- Quart de les Valls
- Quartell
- Sagonte
- Segart
- Torres Torres